# Bicitrial
|  | Aquest article tracta sobre el bicitrial en general. Si cerqueu informació sobre la variant regulada per la BIU, vegeu «Biketrial». |

El bicitrial és una modalitat de ciclisme practicada en un circuit d'obstacles naturals o artificials, consistent a recórrer els diferents trams en un temps màxim determinat sense posar els peus a terra. Originat a Catalunya a començaments de la dècada de 1970, aquest esport es troba actualment dividit en dues variants: d'una banda, l'UCI l'anomena trial i, de l'altra, la BIU (fundada el 1992) el denomina biketrial. Tot i que els reglaments establerts per aquests dos ens internacionals difereixen en alguns detalls, a la pràctica ambdues modalitats són gairebé idèntiques.
La primera denominació oficial que tingué aquest esport fou la de Trialsín, acrònim castellà de Trial sin motor ideat per Pere Pi cap a 1979 i amb el qual fou reconegut per la RFEC (federació espanyola de ciclisme) el 1981. Des d'aleshores, el bicitrial inicià un ràpid període d'expansió i consolidació internacional que l'ha portat, en poc menys de 30 anys, a ser un esport practicat a vora 60 països dels 5 continents.

## Història

### Antecedents
És difícil precisar on i quan es començà a practicar trial en bicicleta, ja que arreu del món els nens han tendit a emular els seus ídols de forma instintiva i, per tant, aquesta pràctica sorgí espontàniament en llocs i èpoques diverses de forma inconnexa. A Catalunya, on el trial gaudia de gran popularitat des de mitjan dècada de 1960, se sap que cap a mitjan dècada de 1970 alguns nois havien modificat les seves bicicletes BH per a emular els famosos pilots de trial de l'època: els Andrews, Rathmell, Lampkin o Vesterinen (molt probablement, aquesta pràctica havia començat uns quants anys abans).
Algunes fonts apunten que a la mateixa època es començà a fer semblantment als voltants d'Alcanyís (Aragó) i Fürstenhagen (Alemanya), i fins i tot hi ha fotos de nois fent trial en un bosc de Colòmbia amb bicicletes equipades amb roda de 650. També s'ha escrit que els alemanys varen ser dels primers a adaptar el trial a la bicicleta cap a 1974, però cap d'aquests episodis no arribà a tenir continuïtat.

#### Els pioners
Els focus documentats d'aquesta activitat són Sabadell i Sant Feliu de Codines, poblacions vallesanes al voltant de les quals, a començaments dels 70, diversos joves organitzaven trobades per a mostrar als seus amics les seves habilitats. A Sabadell, ja el 1972 Blai Jové i Cicles Monteys modificaren una bicicleta per a poder emular els pilots de trial de l'època, mentre que a Sant Feliu, Josep Figueras desenvolupà cap a 1974 una bicicleta dissenyada expressament per a la pràctica del trial. Figueras, amo de Cicles i Motos Figueras, fou el principal impulsor i pioner del bicitrial a la seva vila natal. En aquella època hi hagué també alguns intents a Vilafranca del Penedès i Sant Climent de Llobregat.
Aviat es varen començar a organitzar proves serioses a imatge de les de trial, anomenades Bici-Trial, al Parc de Catalunya de Sabadell (el mateix lloc on 30 anys després s'ubicà l'àrea permanent urbana de bicitrial més gran d'Europa: el Trial Parc de Sabadell). Cap a 1976 s'hi va fer la primera prova experimental i el 1978 la penya ciclista sabadellenca El Pedal organitzà els Campionats de Catalunya a l'Hostal del Cim de Sant Feliu del Racó, amb una participació de vuitanta-un inscrits; el campió absolut fou Nicolas Cantón i la campiona femenina, Núria Astals. Poc després, el dirigent de la Penya Ciclista Palomillas Òscar Puig s'encarregà de l'organització d'aquestes competicions i gairebé cada cap de setmana els "nois del Bici-Trial" es reunien per a competir. Puig feu una llarga tasca de promoció i organitzà moltes competicions i trobades, entre elles la Copa Primavera, els campionats comarcals del Vallès i el Baix Llobregat i fins i tot una expedició de practicants a Madrid per a introduir-hi aquesta modalitat. Durant anys, Òscar Puig fou l'animador del bicitrial a Catalunya (el 1981, per exemple, creà l'Agrupació Catalana de Bicicròs i Bicitrial, la qual dirigí amb la idea d'oficialitzar aquestes noves modalitats al país per mitjà de la RFEC).
Cap a 1978, el president de la Federació Catalana de Ciclisme, Alfred Esmatges, presentà un primer esborrany de reglament del trial en bicicleta, modificable a mesura que se'n celebraven noves competicions. Però malgrat tots aquests esforços, l'esport no avançava en mancar de reconeixement oficial.

#### La bicicleta de l'Ot Pi

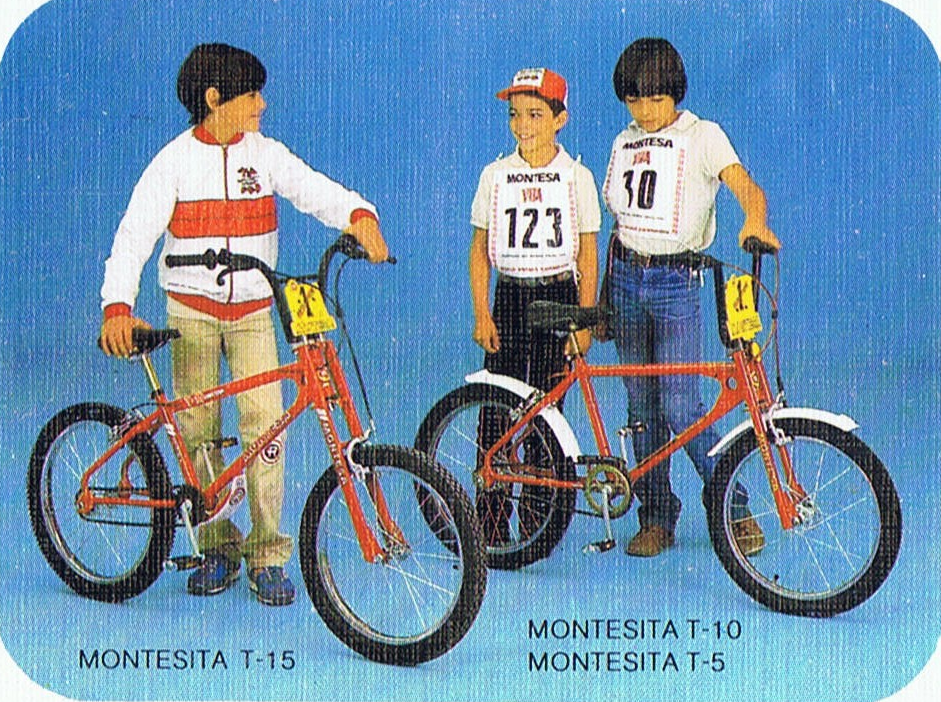
Ot Pi a 11 anys, amb la Montesita T-15

Aliè a tots aquests esdeveniments, Pere Pi (directiu de Montesa i antic campió de motociclisme) començà a treballar en un projecte de bicicleta de trial a Esplugues de Llobregat cap a 1976. Tot començà quan li robaren la bicicleta al seu fill Ot, una Rabasa infantil. Pi decidí llavors comprar-n'hi una de trial (esport en què havia destacat pocs anys enrere) però va descobrir que no n'hi havia cap al mercat. En vistes d'això, va pensar a construir-n'hi una ell mateix amb pneumàtics i altres peces que cercà en botigues i tallers, però resultà que tampoc no existia res semblant. Fou aleshores quan decidí partir de zero i al seu despatx de Montesa en dissenyà una de cap a cap, tot definint-ne la geometria del xassís, forquilla i manillar, bieles, etc. Com que el seu fill tenia 6 anys, la va fer amb rodes de 16". El resultat fou satisfactori, tret dels pneumàtics (eren estàndard, de carrer, ja que no en trobà cap amb relleu d'aquella mida) i aquella bicicleta fou l'embrió de la futura Montesita T-5.
Un cop amb la bici a casa, l'Ot la va provar al jardí i gairebé a la primera va superar un angle d'uns 35º i un esglaó d'uns 18 cm d'alçada "a zero" (sense posar el peu a terra), improvisant la tècnica d'aixecar i desplaçar la roda del davant. De seguida, son pare s'adonà de les possibilitats, veient que «això podria ser el trial amb bicicleta, això pot ser un nou esport». Aquell mateix dia li va fer una foto a l'Ot que poc després seria el primer logotip de l'esport del Trialsín. Tot seguit, Pi va construir dues noves bicicletes, la segona de les quals, la futura T-10, amb roda de 20" (la mida del pneumàtic anterior de la Montesa Cota 25) i les donà a provar a Carles Mas. Cada cop que venia algun pilot de trial a la fàbrica (com ara Yrjö Vesterinen, Felix Krahnstöver o Gordon Farley), Pi els les feia provar també. No fou fins al 1978 que Pi s'assabentà que s'organitzaven competicions de Bici-Trial, i en saber-ho apuntà el seu fill Ot a la primera que es feia a La Floresta de Sabadell.

#### Les Montesita
Quan Pi veié que les noves bicicletes podien tenir futur comercial, li demanà a Pere Permanyer, amo de Montesa, de produir-les en sèrie i aquest s'hi avingué, però a condició que Pere Pi se n'encarregués de tot i que ho fes fora de la fàbrica. Així fou i al cap d'un any Montesa posava en producció les innovadores Montesita T-5 i T- 10 de trialsín (i també la C-10 de BMX), comercialitzades cap al novembre de 1979.
Gairebé al mateix temps, Jaume Argemí, company de Pi a Montesa, li contà que a Sant Feliu de Codines hi havia un noi que «pujava i baixava marges amb la bicicleta», i Pere Pi li demanà que el portés a la fàbrica per a provar les T-5 i T-10. Aquell noi resultà ser Andreu Codina, qui fins aleshores feia servir una bicicleta feta per Josep Figueras partint d'una BH de BMX molt modificada. Pi visità Figueras a la seva botiga-taller de Sant Feliu de Codines per veure aquell prototipus (una bicicleta que més endavant es va fabricar en sèrie amb el nom de Fidan), descobrint que era uns 6 cm més llarga que la T-10. Codina demanà a Pi d'allargar la T-10 i millorar-ne els frens, originant així el nou model T-15, que recollia també aportacions de dos altres pioners: Carles Montaner i Joan Solé Rovira. De passada, Pi creà la T-12 per al seu fill.

### Naixement del Trialsín

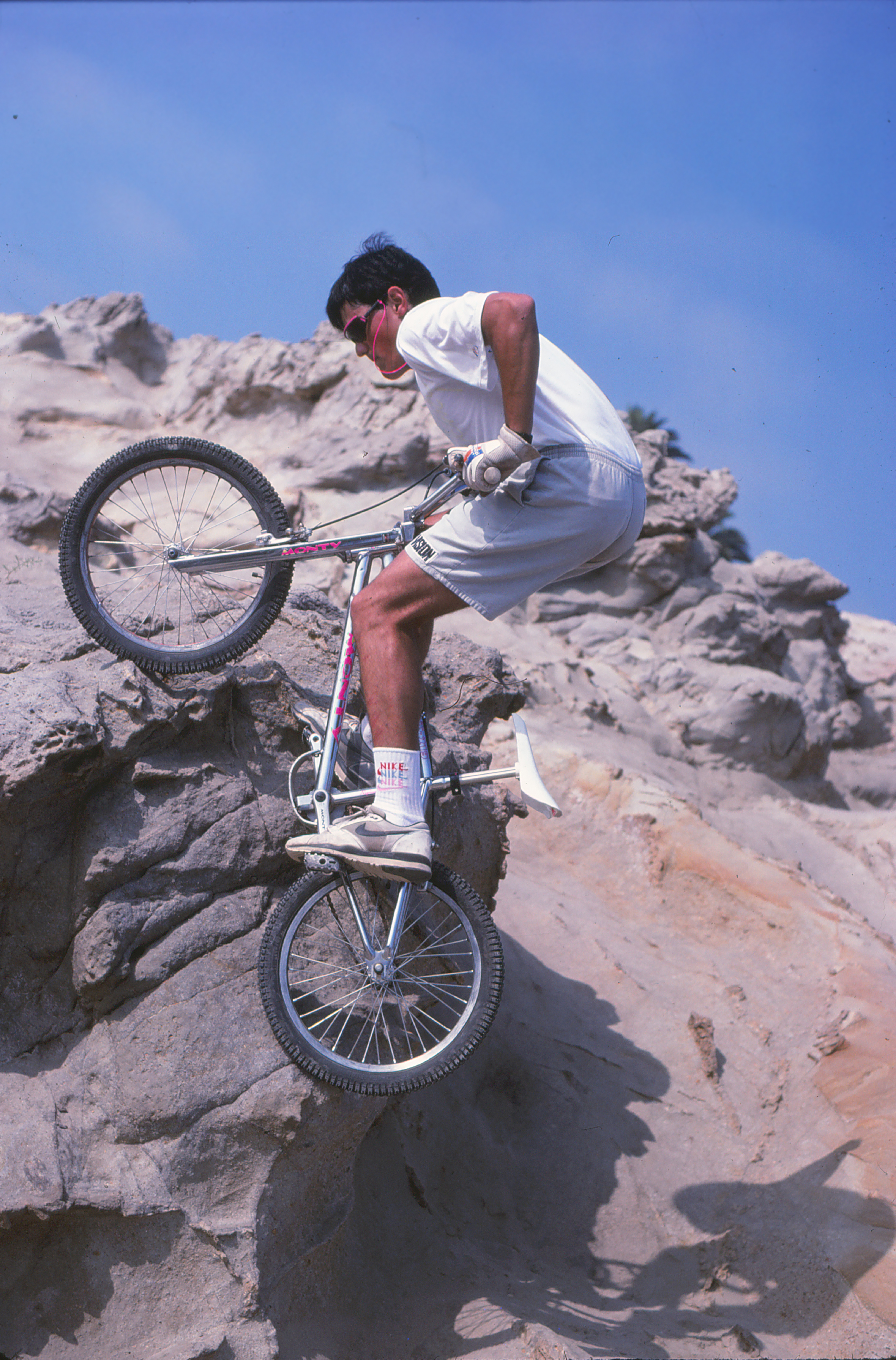
Ot Pi fent una exhibició de Trialsín a Califòrnia el 1988

El 1978, Pere Pi va preparar un reglament similar al del trial però amb les diferències adients per a ser adaptat a la bicicleta i ideà el nom de Trialsín. Tot seguit, inicià els tràmits per a la seva oficialització i aconseguí que la RFEC (federació estatal de ciclisme) el reconegués el 1981. Pi fou la màxima entitat federativa del Trialsín, encarregant-se de consolidar aquesta nova modalitat arreu d'Europa instaurant les primeres competicions internacionals: el 1982 creà la primera Copa d'Europa de trialsín, esdevinguda Campionat del Món d'ençà de 1986, un any després que aquest esport hagués estat reconegut per l'UCI.
Entre les entitats impulsores d'aquesta nova modalitat cal esmentar l'Escuderia Isern i el Moto Club Mollet, ambdues liderades per l'oncle d'Ot Pi, Josep Isern.

### Bicycle trials als EUA
Més o menys a la mateixa època, aquest esport s'inicià als EUA de forma independent: Eddy Kessler, múltiple campió de Texas de trial, començà a organitzar proves locals per a joves ciclistes que anomenà Bicycle trials, fins que el 1980 convocà el primer U.S. Bicycle National a Amarillo (Texas). El 1981 es tornà a disputar un National a Kansas City, però d'ençà de 1982 i fins a 1984 no hi ha constància de més esdeveniments. El 1981, Kessler publicà una guia de butxaca de 12 pàgines sobre aquest esport, la Bicycle Trials Guide.

### Fundació de la BIU
Des d'un bon començament, ni la RFEC ni l'UCI donaren cap suport al trialsín, tractant aquesta nova disciplina com si fos una mena d'excentricitat sense importància. Amb el temps, les contínues tensions entre els organismes federatius i els impulsors d'aquest esport portaren a una situació de ruptura, que s'acabà materialitzant l'agost de 1991 a Andorra: allí, la majoria de representants de les comissions internacionals de trialsín decidiren escindir-se de l'UCI i crear una federació específica per a aquest esport. Poc després, es creà la BIU i es canvià el nom oficial d'aquest esport a BikeTrial (la primera prova amb aquesta nova denominació es disputà a Esplugues de Llobregat l'u de març de 1992).
D'ençà de 1992, doncs, se celebren competicions de biketrial arreu del món coordinades per la BIU, mentre que l'UCI n'ha seguit organitzant de forma paral·lela amb el nom de Trial i integrades dins els Mundials de ciclisme de muntanya (els UCI Mountain Bike & Trials World Championships), disputats a una sola prova puntuable.

## Descripció
L'esperit d'aquest esport és el mateix que el del seu "pare", el trial en motocicleta: es tracta d'una prova d'habilitat extrema en el pilotatge de la bicicleta, superant tot tipus d'obstacles naturals o artificials. La destresa adquirida en el bicitrial és molt útil per a portar qualsevol tipus de bicicleta, ja que ensenya a mantenir l'equilibri i a controlar la frenada, i proporciona tanta experiència als pilots que sovint molts d'ells passen després a competir amb èxit en motocicleta.
En una prova de bicitrial hi ha una sèrie de "seccions" -o "zones"- marcades (normalment de 7 a 10), distribuïdes per un circuit al qual cal fer 2 o 3 voltes. El guanyador és el pilot que obtingui menys punts de penalització al final de la prova.

### Modalitats
Inicialment el trial es disputava en espais naturals a l'aire lliure aprofitant roques, rius, troncs d'arbres, pendents costeruts, etc., però ben aviat, a imitació del trial indoor motociclista, es començaren a organitzar proves en espais tancats amb elements artificials (cotxes, contenidors, tubs de formigó, palets, pneumàtics de tractors i similars). Des d'aleshores hom distingeix entre les modalitats outdoor i indoor d'aquest esport; cadascuna necessita una tècnica de pilotatge ben diferent.
Una altra divisió del bicitrial és la corresponent a la mida de les rodes de les bicicletes que s'hi fan servir. Des d'aquest punt de vista, hi ha competicions per a bicicletes equipades amb roda de 20 polzades, i altres per a roda de 26 polzades. Tant les unes com les altres participen indistintament en competicions outdoor i indoor.

### Street trial
Darrerament n'ha sorgit una nova modalitat urbana no competitiva, coneguda com a Street trials ("trial de carrer") o freestyle bike trials, que aprofita l'entorn urbà a imitació del que s'esdevé amb el patinatge agressiu o el BMX Freestyle. És més fluid que el bicitrial de competició i per a practicar-lo calen les mateixes habilitats: control molt precís de la bicicleta i domini dels salts i equilibri a través d'obstacles molt estrets. El pilot professional més conegut d'aquesta modalitat és l'escocès Danny MacAskill, qui ha aparegut en diversos vídeos promocionals per a empreses de begudes energètiques i similars.
Les bicicletes que s'hi fan servir són preferentment de 26" o, fins i tot, de 24" (una mena d'híbrides entre les de 20 i les de 26 polzades).

## Reglament

### Punts de penalització
La penalització màxima que pot ser obtinguda en cada zona és de 5 punts i la més baixa, 0. Atès que la forma més habitual de penalitzar un punt és posant un peu a terra, els punts es coneixen normalment com a "peus" (en anglès: dabs, "tocs", pel fet de tocar el terra). Hi ha certes regles complementàries, com ara per exemple: posar els dos peus alhora o una mà es traduirà en 5 punts; excedir el límit de temps per a completar la zona es pot traduir en 5 punts (amb les regles de la BIU) o un punt addicional per a cada 15 segons excedits (regles de l'UCI).

### Variants

#### Biketrial (BIU)
El biketrial és la variant que compta amb més seguidors i practicants a Catalunya i en molts altres països, atès que disposa d'una federació internacional pròpia que, lògicament, s'hi aboca al 100%. Hi ha també una extensa xarxa de federacions nacionals (creades d'ençà de 1992) i clubs que treballen totalment centrats en aquesta modalitat, i això fa que el calendari de competicions i campionats sigui molt ampli. D'altra banda, el Campionat del Món de biketrial té una àmplia cobertura mediàtica i el campió del món esdevé el pilot de bicitrial amb més repercussió internacional.
Finalment, a Catalunya l'interès és molt alt atès que la selecció nacional és reconeguda per la BIU i participa en els mundials amb gran èxit (des que hi fou admesa el 2009, ha guanyat tots els mundials per nacions disputats fins ara).

#### Trial (UCI)
El trial és la variant de les dues amb més possibilitats d'arribar a esdevenir algun dia esport olímpic, ja que és regulada per l'UCI, una entitat reconeguda pel COI (però no la BIU). Al mateix temps, el fet de disposar d'una xarxa de federacions estatals de ciclisme arreu del món que ve d'antic, fa que aquesta variant pugui ser vista per molts practicants com a la més "prestigiosa" de cara al palmarès individual.
Un dels inconvenients que té, però, és el fet que el trial no deixa de ser una de les moltes disciplines que regula l'UCI, i no pas la més ben considerada per aquesta entitat. De fet, el desinterès federatiu pel Trialsin, causant de l'escissió de la BIU, no ha canviat gaire des d'aleshores. Tot i així, els mundials de trial de 20" i 26" (que es disputen a una sola prova, envoltada d'altres modalitats com ara el BMX o el Downhill) gaudeixen d'un alt seguiment.

#### Diferències Biketrial / Trial
Essent com són modalitats regulades per dos ens independents (i que, de fet, s'ignoren mútuament), el Biketrial i el Trial presenten nombroses diferències pel que fa al reglament i normativa establerts. Cal dir que aquestes diferències són subtils i en tot cas se centren en la forma, no pas en el fons, de manera que per a un observador profà pot resultar impossible distingir quina de les dues modalitats és la que està presenciant.
Aquest és un resum de les principals diferències entre una i altra variant:
| Punts | Falta      |
| ----- | ---------- |
| 0     | Cap peu    |
| 1     | 1 peu      |
| 2     | 2 peus     |
| 3     | 3 o 4 peus |
| 5     | "Fiasco"   |

| Punts | Falta    |
| ----- | -------- |
| 0     | Cap peu  |
| 1     | 1 peu    |
| 2     | 2 peus   |
| 3     | 3 peus   |
| 4     | 4 peus   |
| 5     | "Fiasco" |

1. 1 2   S'anomena Fiasco[21] la falta màxima possible al bicitrial. El pilot incorre en aquesta falta per diversos motius, els més coneguts dels quals són:
  - Posar 5 o més peus
  - Posar dos peus alhora
  - Caure
  - etc.

## Pilots

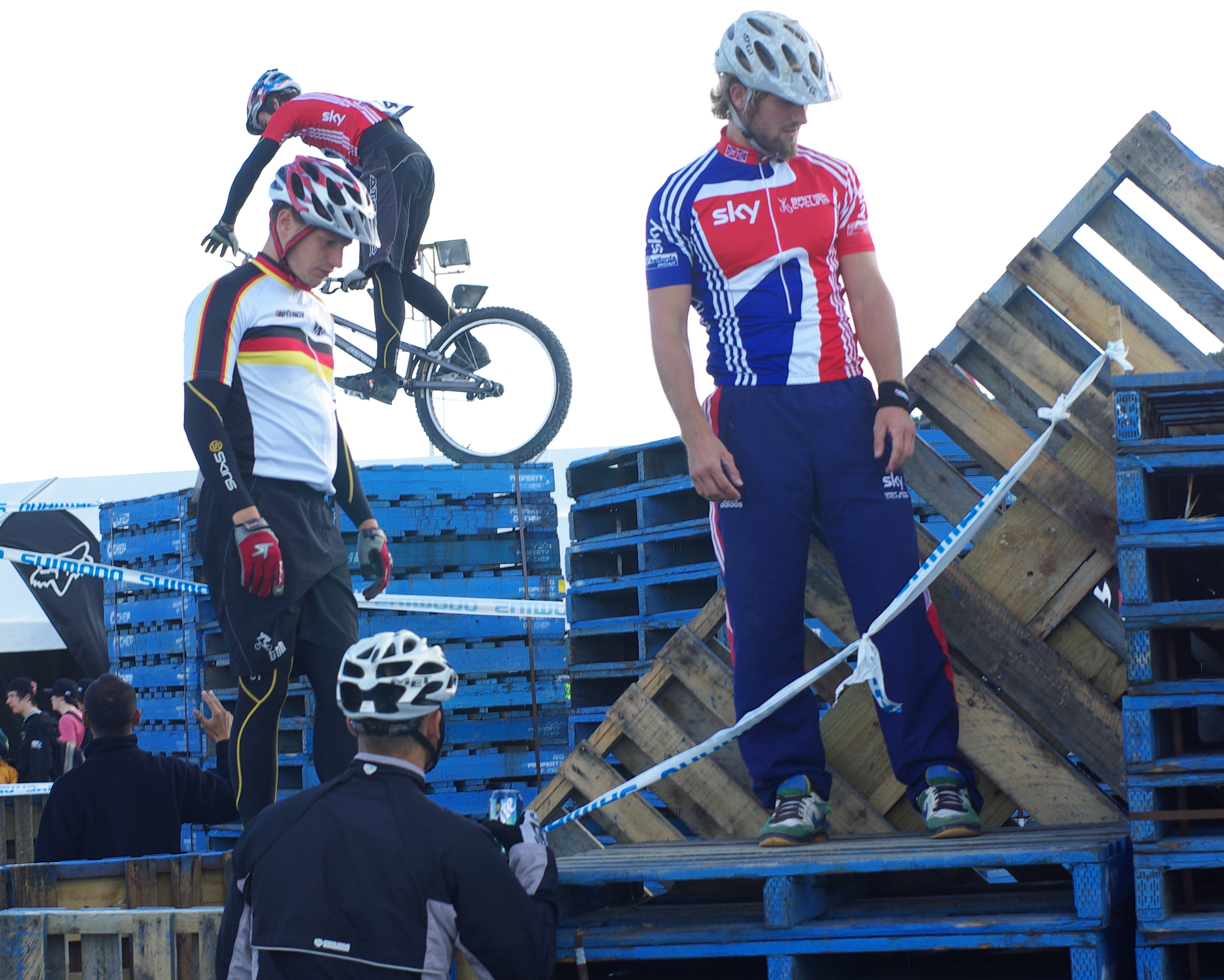
Un grup de pilots inspeccionant una zona artificial abans d'escometre-la

L'esport del bicitrial ha servit en certa manera com a planter per al trial en motocicleta, al qual han passat molts practicants en arribar als 16 anys, sobretot a l'època dels inicis del trialsín. Aquesta tendència la iniciaren Andreu Codina i Jordi Tarrés i després ha anat continuant, fins al punt que la majoria dels actuals campions de trial varen començar de petits amb la bicicleta. D'altres practicants han decidit quedar-se al món de la bicicleta, com ara Ot Pi, César Cañas o Dani Comas.
D'entre tots ells, cal destacar els següents:
| Pilot             |
| ----------------- |
| Albert Cabestany  |
| Andreu Codina     |
| Carles Montaner   |
| Dani Del Valle    |
| Daniel Crosset    |
| Ernest Vilajosana |
| Jeroni Fajardo    |
| Joan Expósito     |
| Joan Pons         |
| Joan Solé Rovira  |
| Jordi Tarrés      |
| Marc Colomer      |
| Marc Freixa       |
| Pep Ribera        |
| Sergi Bellavista  |
| Takahisa Fujinami |
| Thierry Girard    |
| Toni Bou          |

| Pilot          |
| -------------- |
| Alberto Gómez  |
| Benito Ros     |
| César Cañas    |
| Dani Comas     |
| Hans Rey       |
| Iker Lezeta    |
| Jordi Rubio    |
| Josef Dressler |
| Kazuki Terai   |
| Kenny Belaey   |
| Martin Simunek |
| Ot Pi          |
| Petr Kraus     |

Nota: Els practicants de bicitrial són anomenats indistintament "corredors" -com a ciclistes que són- i "pilots", ja que la tècnica de conducció d'una bicicleta de trial els acosta molt als pilots de trial motoritzat.

## Bicicletes

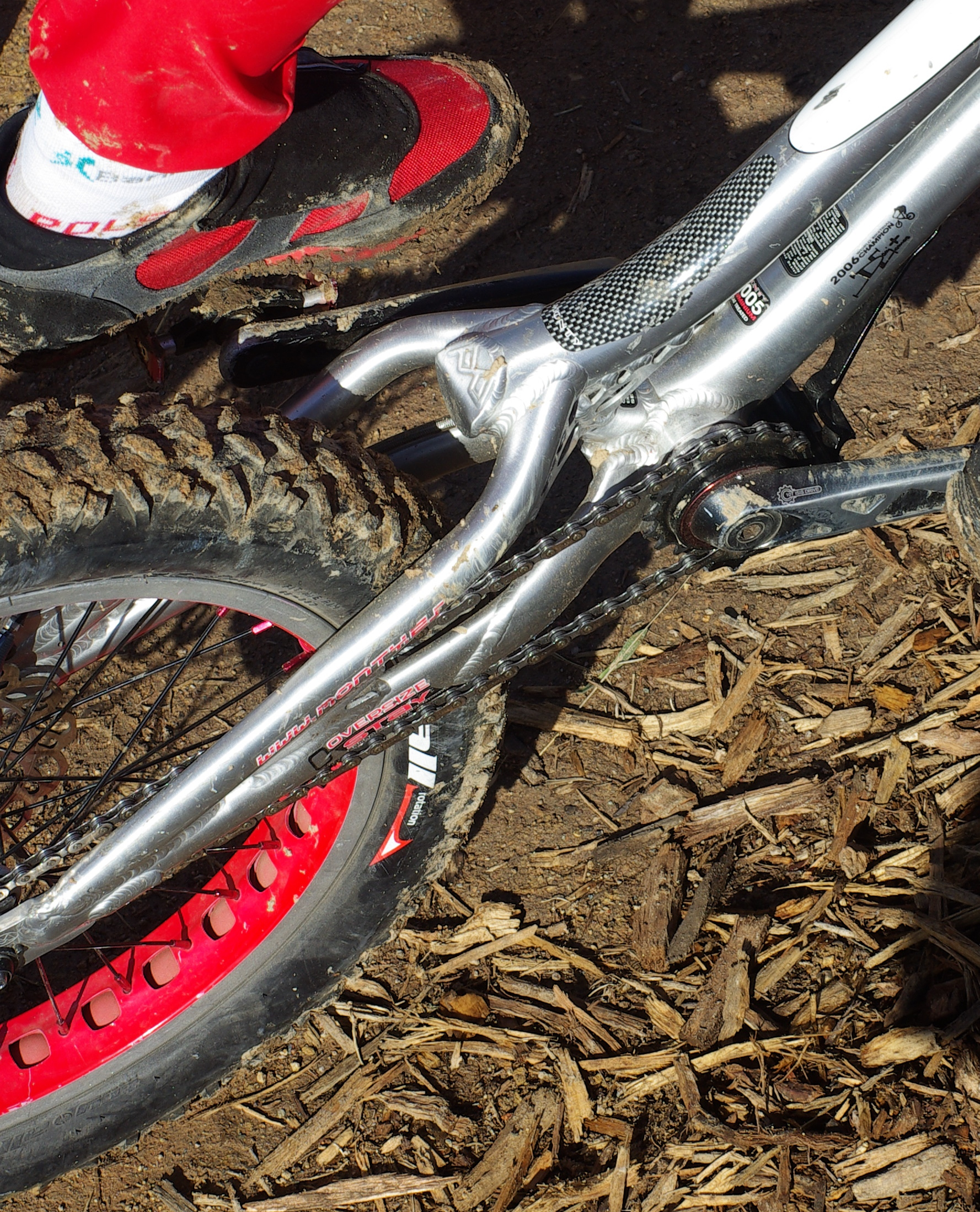
Detall d'una Monty 221 Kamel 20" del 2009 en què s'aprecia el plat petit

El bicitrial es practica amb bicicletes especials que tenen una relació de transmissió molt curta i disposen de protecció al plat/pinyó i un selló molt petit o inexistent, ja que quasi sempre es pilota dret. Les bicicletes de competició de bicitrial es caracteritzen per tenir:
- Frens potents
- Manillar ample
- Peces lleugeres
- Plat d'un sol engranatge de baixa velocitat
- Geometria del quadre específica
- Absència de seient
- Baixa pressió dels pneumàtics (amb el pneumàtic del darrere més gruixut)

Les bicicletes de trial destaquen per la seva manca de seient, ja que el pilot no necessita seure per a competir, i la manca de seient augmenta la lleugeresa de la bicicleta i evita interferències amb els moviments del pilot. Els frens han de ser més potents que els de bicicleta estàndard per tal d'evitar que la roda es mogui quan salti sobre superfícies irregulars. Els pneumàtics i les llandes són amples, permetent així baixes pressions i proporcionant major contacte i adherència. Les relacions de transmissió són més baixes que en la majoria de les bicicletes per tal de proporcionar la potència i ràpida acceleració que calen per a moure la bicicleta a molt baixa velocitat.

### Frens
Pilotar una bicicleta de trial requereix un control dels frens precís, i per aquest motiu força pilots de bicitrial disposen de frens especials. A la roda davantera prima el control i la dosificació de la frenada, mentre que a la del darrere és més important tenir una gran potència de frenada, amb la qual cosa els pilots acostumen a muntar-hi frens de llanda hidràulics amb uns reforços especials. Alguns pilots fins i tot llimen les llandes per crear una superfície rugosa, o hi posen quitrà perquè siguin enganxoses. Els frens de disc també són habituals. A les regles de l'UCI només s'estipula que la bicicleta ha de tenir un fre al davant i un al darrere en bon estat de funcionament.

### Tipus
Segons les normes actuals de competició, hi ha dues classes de bicicletes de trial reconegudes, diferenciades pel seu diàmetre aproximat de roda. Aquestes classes són conegudes com a 20" (20 polzades) i 26" (26 polzades). Aquestes mides varen ser aprovades a partir de les bicicletes disponibles al moment de regular aquest esport.

#### Mod(20")
Les primeres bicicletes desenvolupades específicament per a aquesta especialitat foren dissenyades per Pere Pi a finals dels 70 i fabricades inicialment per Montesa. Aquelles Montesita pioneres es comercialitzaren sota la denominació T-05, T-10 i T-15. Aviat, amb la crisi de Montesa i la fundació de Monty per Pi, nasqué la marca encara avui capdavantera en la producció de bicicletes de bicitrial. Les primeres Monty es basaven en les bicicletes de BMX disponibles aleshores al mercat, que tenien rodes de 20". Aquestes bicicletes van ser les autèntiques iniciadores d'aquest esport i per les seves característiques són les que ofereixen més possibilitat de maniobra i pilotatge "trialer", havent popularitzat aquest esport arreu del món.
Les bicicletes de 20" són conegudes en l'argot del bicitrial com a Mod Bikes.

#### Stock(26")
Les primeres bicicletes tot terreny creades per a la pràctica del ciclisme de muntanya (mountain bike) nasqueren casualment ben equipades per a la pràctica del trial; a mitjan dècada de 1980 començaren a introduir-se en aquesta disciplina als EUA, i cap a mitjan dècada de 1990, aprofitant la popularitat del mountain bike arreu del món, es va crear una categoria específica dins el bicitrial per a aquesta mena de bicicletes: la de 26", reservada per a bicicleta de muntanya de sèrie (stock en anglès). Al començament, les bicicletes de la categoria 26" havien de tenir un canvi de sis marxes o més i seient, però ara aquesta denominació inclou qualsevol bicicleta de trial amb rodes de 26".
Les bicicletes de 26" són conegudes en l'argot del bicitrial com a Stock Bikes.

#### Modstock(26")
Aquestes bicicletes venen a ser una barreja entre les Mod i les Stock, per tal d'aprofitar les característiques d'ambdues categories. Tenen rodes de 26 polzades (Stock), però estan equipades amb un quadre similar al de les de 20 polzades (Mod). Són uns models no gaire habituals.

#### Híbrides (24")
A banda de les dues categories bàsiques (20" i 26"), darrerament ha sortit una mena de bicicleta híbrida (hybrid bike en anglès), equipada amb rodes de 24" però amb quadres similars als de les de 26". No estan legalment autoritzades a competir, però alguns pilots les fan servir per a practicar certes habilitats o per fer passejades esportives pel carrer, disciplina recreativa coneguda com a Street trials ("trial de carrer").

### Fabricants
L'empresa fabricant de bicicletes de bicitrial més prestigiosa (sobretot en l'especialitat de 20", però també en 26") és la pionera Monty, amb seu a Sant Feliu de Llobregat, al Baix Llobregat. Actualment, Monty té una forta competència arreu del món. Els principals fabricants actuals són aquests:
| País            | Fabricant  |
| --------------- | ---------- |
| Argentina       | DRD        |
| Catalunya       | Chorrillas |
| Catalunya       | Megamo     |
| Catalunya       | Monty      |
| Estats Units    | Adamant    |
| Estats Units    | Czar       |
| Estats Units    | Dox        |
| Estats Units    | Zhi        |
| França          | Koxx       |
| França          | Yaabaa     |
| Occitània       | Ozonys     |
| País Basc       | Giant      |
| País Valencià   | Play       |
| Regne Unit      | Onza       |
| Singapur        | Rockman    |
| R.P. de la Xina | Aorta      |
| R.P. de la Xina | Because    |
| R.P. de la Xina | Born       |
| R.P. de la Xina | Echo       |
| R.P. de la Xina | Gu         |
| R.P. de la Xina | Neon       |
| R.P. de la Xina | Speedrace  |
| R.P. de la Xina | Zoo!       |

## El bicitrial català

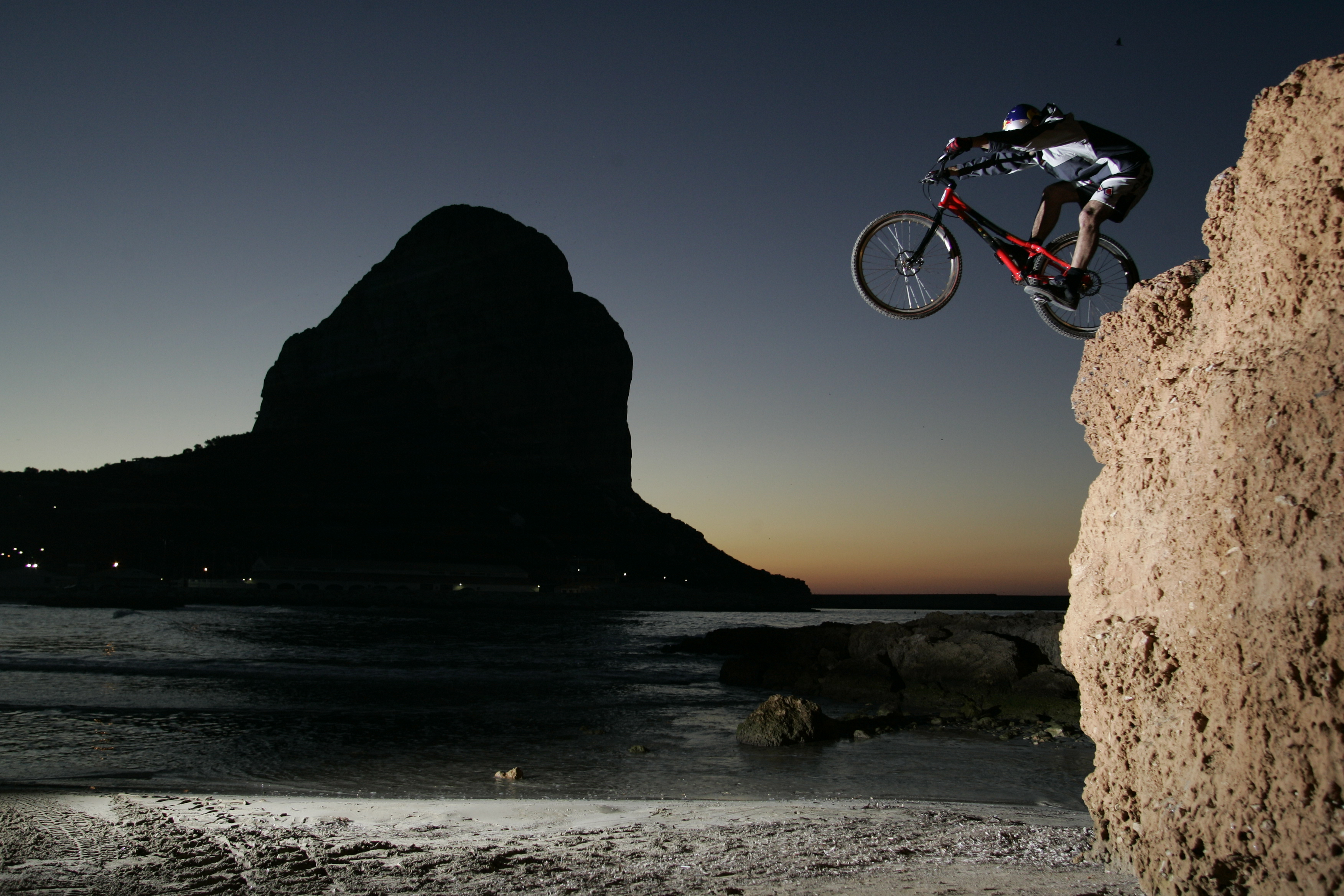
Ot Pi amb una 26" a Calp el 2004

Des del mateix moment de la seva creació als anys 70 a Catalunya, el bicitrial ha gaudit de gran acceptació i difusió en aquest país. Al llarg de la història d'aquest esport tant les bicicletes com els pilots catalans han dominat l'especialitat internacionalment, tal com ha passat també amb el seu "germà gran", el trial en motocicleta, dominat per motos catalanes d'ençà dels anys 60 (i a partir dels 80, també per pilots del mateix país).
D'entre els principals pilots internacionals de bicitrial catalans, cal destacar-ne Ot Pi, Cèsar Cañas o Dani Comas, tots ells nombroses vegades campions del món de l'especialitat (entre tots tres s'han endut prop de 40 títols mundials, comptant-hi els que van aconseguir quan aquest esport s'anomenava Trialsín). També en categoria femenina han destacat i guanyat campionats del món les bessones sabadellenques Mireia i Gemma Abant, entre d'altres.
El mes d'agost del 2009, la Biketrial Associació Catalana (BAC) va ser reconeguda de forma oficial per la BIU, amb la qual cosa els pilots catalans poden competir internacionalment representant Catalunya. Des del 2010 fins al 2012, la Selecció nacional ha aconseguit els tres títols mundials de biketrial per nacions disputats fins al moment, així com l'europeu del 2012.